# Черешнева вулиця (Мелітополь)
Черешнева вулиця — вулиця в Мелітополі в історичному районі Новий Мелітополь. Прямує від Залізничного провулка до вулиці Островського. Забудована приватними будинками.

## Назва
Назва Черешневої вулиці пов'язана з репутацією Мелітополя як міста садів і меду (грецькою «Мелітополь» означає медове місто). Одночасно з Черешневою «садові» назви отримали й інші вулиці Мелітополя — Садова, Малинова, Вишнева, Виноградна.

## Історія
Перша відома згадка вулиці відноситься до 17 січня 1939 року, коли вона носила назву вулиця Чапаєва, на честь Василя Івановича Чапаєва, російського військового діяча, учасника встановлення радянської влади в Росії.
У 2016 році під час декомунізації вулиця перейменована на Черешневу вулицю. Одночасно сусідній провулок Чапаєва був перейменований на Черешневий провулок.
7 квітня 2023 року, під час Російського вторгнення в Україну, російська окупаційна влада Мелітополя видала наказ про повернення вулиці імені Чапаєва.